# Chronologie des faits économiques et sociaux dans les années 1730
Chronologie de l'économie
Années 1720 - Années 1730 - Années 1740

## Événements
- 1730-1745 : le bénéfice des trafics de la Compagnie Française des Indes avec la Guinée triple[1].
- Après 1730 : le réseau franco-hollandais de distribution de sucre à partir des Caraïbes l’emporte sur le réseau britannique. Des navires français font venir les esclaves africains et le sucre des Antilles. Les Hollandais répartissent le produit vers le Nord par la vallée du Rhin, Amsterdam et la Baltique. La fiscalité française, moins lourde que la britannique, explique le phénomène[2].
- 1731 : 
  - la Compagnie d'Ostende est dissoute[3].
  - la Compagnie française des Indes abandonne le monopole du commerce américain, ne conservant que celui du café et des peaux de castors[4]. Le libre trafic des ports de l’Atlantique (produits manufacturés) vers l’Afrique (esclaves) puis Saint-Domingue (sucre, indigo, café, cacao, puis coton) se développe.
- 1731-1755 : la production d’or au Brésil se stabilise autour de 12 000 kg par an avant de chuter dans les années 1760[5].
- 1736 : dévaluation au Japon[6].
- 1737 :  troubles sociaux à Boston : destruction de la halle publique de Dock Square (en) en protestation contre les prix excessifs[7],[8].

- Création à New York d’un « Asile de pauvres, hospice de travail et maison de correction » pendant les années 1730 pour lutter contre la mendicité et le vagabondage. Conçu pour recevoir une centaine de personnes, il en abritera 400 au milieu du siècle. La plupart des villes des colonies américaines construisent des hospices, qui ne reçoivent pas seulement les vieux, les veuves, les infirmes et les orphelins, mais aussi les chômeurs, les vétérans et les nouveaux immigrants[8].

### Europe
- 1728-1738 : établissement du cadastre général du royaume de Sardaigne (mappe sarde) publié en Piémont en 1731 et Savoie en 1738[9].
- 1730-1740 : la suprématie du fer suédois est menacée en Europe par les fers saxons et ouraliens[10].
- 1730-1745 : sous l’impulsion de Philibert Orry, la France renoue avec le colbertisme[11] : essor de l’industrie et du commerce (notamment avec les colonies), amélioration du système des voies de communication.
- 1730-1738 : dans son domaine de Raynham, dans le Norfolk, Lord Townshend met au point la culture sans jachère en alternant céréales et plantes sarclées avec des betteraves et des navets fourragers[12].
- 1732-1735 : création d’écoles primaires à Astrakhan et dans le gouvernement de Kazan[13].
- 1734-1832, Grande-Bretagne : on compte 5 000 députés aux communes, élus pour trois ans par un corps électoral de 200 000 à 250 000 personnes. Issus de familles aisées (50 % de propriétaires fonciers, 30 % de professions libérales ou de l’armée, 8 % du monde des affaires), ils sont élus avant l’âge de 35 ans (25 ans pour 25 %), souvent pour plusieurs mandats (80 %)[14].
- 1733-1742 : remise en cause de l’émancipation des serfs au Danemark par un système de milice nationale qui attache en fait le paysan au domaine seigneurial, réglementé en 1733 et 1742[15].
- 1734 : 
  - traité de commerce entre la Russie et la Grande-Bretagne comportant la clause de la « nation la plus favorisée »[16].
  - création en Russie d’un commissariat pour la surveillance des manufactures[17].
- 1734-1759 : règne de Charles VII sur le royaume des Deux-Siciles ; il lance une série de réformes avec la collaboration de Bernardo Tanucci[18]. Un Conseil du Commerce est créé qui se borne à présenter des rapports. Une réforme monétaire est abandonnée en cours de réalisation. Prospections minières sans lendemains, non-respect des édits de protection des forêts, modernisation avortée de nouvelles manufactures de toiles et de draps dresse un bilan économique plutôt sombre, malgré la réussite de la fabrique de porcelaine de Capodimonte (fondée en 1743).
- 1735-1746 : relèvement des droits de douane au Danemark[19]. Le pays, grâce au péage des détroits devient une puissance économique et intellectuelle notable.
- 1736 :
  - l’Espagne dispose de 36 navires de ligne[20].
  - en France, depuis 1618, 65 % des élèves de l’enseignement secondaire sont issus parents nobles, bourgeois, officiers où marchands. Le reste vient des enfants des laboureurs (paysans aisés) et des artisans (maîtres des jurandes). 45 % des effectifs viennent de la noblesse[21].
- 1736-1740 : équilibre relatif du budget de l’État français[22].
- 1737 : à Naples, devant l’absentéisme du clergé dans la mise valeur des terres, un auteur anonyme propose que le roi assure le quotidien du clergé, et unisse le patrimoine ecclésiastique aux biens de la couronne pour en faire bénéficier son peuple[23].
- 1738 : 
  - pour restreindre les empiètements de la mesta et la stérilisation des sols, Philippe V d'Espagne tente d’imposer à toute l’Espagne la mise en défens des communaux. Il faudra renoncer à cette mesure pour des raisons fiscales en 1748, moyennant une augmentation des taxes sur la laine[24].
  - le budget de la France est équilibré pour la première fois depuis 1671[25]. Philibert Orry généralise l’emploi de la corvée pour l’entretien des ponts et chaussées. Elle est appliquée très inégalement selon les provinces.
- 1739 : limitation du prix des céréales en Russie[17].

Le prix constaté du blé évolue en hausse au cours de la décennie en France, mais moins si l'on prend en compte l'évolution parallèle du salaire horaire, selon l'économiste Jean Fourastié, qui a démontré l'importance de l'Histoire de la culture des céréales sur celle de l'économie, également pour cette décennie globalement rare en céréales:
| Années                                     | 1730 | 1731 | 1732 | 1733 | 1734 | 1735 | 1736 | 1737 | 1738 | 1739 |
| Prix observé du quintal de blé (en livres) | 12   | 12,4 | 11   | 10,7 | 10,9 | 10,7 | 12   | 12,5 | 13,7 | 15,1 |
| Prix réel (ajusté du salaire horaire)      | 160  | 166  | 147  | 143  | 137  | 134  | 150  | 156  | 171  | 189  |

## Démographie
- 1730 :
  - de 23,8 à 24,2 millions d’habitants en France dans les frontières actuelles[27].
  - 16,5 % de la population anglaise vit en ville[28].
  - 616 000 habitants en Norvège.
  - 140 000 habitants à Moscou, dont 13 % de paysans.
  - 70 000 habitants à Saint-Pétersbourg.
  - 30 000 habitants à Varsovie[10].
  - 60 000 habitants à Copenhague.
  - 100 000 habitants à Calcutta.
  - le Canada compte plus de 34 000 Français[29].
- 1735 : la Hongrie compte 11 621 Juifs, dont seulement 4 400 natifs[30].
- 1736 : les huguenots français forment le quart de la population de Berlin.
- 1736 : 6 millions d’habitants dans le royaume de Naples.